# Lebe kreuz und sterbe quer
Lebe kreuz und sterbe quer ist ein Satirefilm von Douglas Wolfsperger aus dem Jahr 1985.

## Handlung
Bäckermeister Frieder Witz betreibt eine kleine Bäckerei. Er war einmal mit Leidenschaft Bäcker, aber die Freude ist ihm im Berufs- und Familienalltag verloren gegangen. Stattdessen plagen ihn die üblichen Nöte kleiner Handwerksbetriebe: Die Raten für die Knetmaschine drücken, für weitere nötige Investitionen oder mal wieder eine Urlaubsreise fehlt das Geld. Stattdessen erlebt er den üblichen Arbeitstrott mit frühem Aufstehen und die üblichen Streitereien mit Zulieferern, Mitarbeitern und Familienmitgliedern. Als mit einem neuen Supermarkt mit Backwarenabteilung eine neue, harte Konkurrenz entsteht, reift in ihm ein ungewöhnlicher Plan, bei dem sein Arzt mitspielt. Er täuscht mit einem inszenierten Treppensturz einen tödlichen Unfall vor und taucht unter. So will er der unbefriedigenden beruflichen und familiären Situation entkommen, das Leben im Untergrund richtig genießen und nebenbei erfahren, was die liebe Verwandtschaft und Freunde tatsächlich über ihn denken.
Bei denen hält sich die Trauer um den Verstorbenen sehr in Grenzen, stattdessen treten die Begehrlichkeiten um das Erbe noch vor der Beerdigung selbst offen zutage. Frieder Witz will den Freunden und Verwandten ihre Falschheit vorführen und ihnen einen gehörigen Schrecken versetzen, deswegen mogelt er sich heimlich als Gast in seine eigene Trauerfeier. Der Schreck wirkt tatsächlich, sogar eine Lahme kann vor Schreck wieder gehen. Doch anstatt dass sich die Trauergesellschaft darüber freut, dass der eben noch in den höchsten Tönen gewürdigte wieder lebend unter ihnen ist, wollen sie sich erbost auf Frieder Witz stürzen. Auf der Flucht vor seiner Trauergesellschaft wird Witz von einem jugendlichen Autodieb überfahren, der daraufhin Fahrerflucht begeht. Die Trauergesellschaft macht keine Anstalten, den Unfallverursacher daran zu hindern, sondern versammelt sich mit befreitem Gelächter im Kreis um den nun wirklich toten Bäckermeister.

## Hintergrund
Lebe kreuz und sterbe quer war der erste Spielfilm von Douglas Wolfsperger. Um das Genre Satire zu unterstreichen, nutzte Wolfsperger das Stilmittel des Schwarzweißfilms. Er drehte den Film mit einem hohen Anteil an Laienschauspielern in seiner Heimatstadt Konstanz. Richard Gandor war tatsächlich Bäckermeister mit einem eigenen Handwerksbetrieb in der Konstanzer Niederburg, sein Haus und Betrieb diente als Drehort. Wolfsperger und Gandor arbeiteten noch in zwei weiteren Filmen (Kies und Probefahrt ins Paradies) zusammen.
Der Film wurde beim Filmfest Biberach 1985 und dem Filmfestival Max Ophüls Preis 1986 präsentiert und kam im Verleih Kinowelt am 29. Mai 1986 in die deutschen Kinos.

## Kritiken
„‚Ein deutscher Film voller Bosheiten!‘“

„‚Statt malerischer Idylle und schwelgerischer Bodensee-Romantik zeichnet Wolfsperger die miefige Atmosphäre eines Kleinbürgertums, das hinter oberflächlicher Wohlanständigkeit niedrige Instinkte verbirgt.‘“